# محوطه شاه قلی
محوطه شاه قلی در شهرستان سقز، بخش مرکزی، روستای آلتون واقع شده و این اثر در تاریخ ۱۰ دی ۱۳۸۱ با شمارهٔ ثبت ۶۸۹۴ به‌عنوان یکی از آثار ملی ایران به ثبت رسیده است.